# Xã Scott, Quận Vanderburgh, Indiana
Xã Scott (tiếng Anh: Scott Township) là một xã thuộc quận Vanderburgh, tiểu bang Indiana, Hoa Kỳ. Năm 2010, dân số của xã này là 8.528 người.